# Wilfrid Bertile
Wilfrid Bertile, né le 11 juillet 1945 à Saint-Philippe (La Réunion), est un géographe et homme politique français qui a exercé les fonctions de député du 21 juin 1981 au 1er avril 1986 et de secrétaire général de la Commission de l'océan Indien de 2001 à 2004.

## Biographie
Enseignant à l'université de La Réunion, il a été jusqu'en 2010 vice-président du conseil régional de La Réunion où il exerce les fonctions de délégué à la mobilité. Membre de la commission permanente, il est alors président suppléant de la commission de la politique régionale.
Il a été maire de sa commune natale de 1971 à 1989. Il a également été conseiller général du canton qui la recoupe ainsi que conseiller régional de La Réunion dès 1983.
Il a été membre du parti socialiste jusqu'en septembre 2017. La même année, il a été tête de liste pour « La gauche rassemblée pour La Réunion », soutenu par Pour La Réunion, Le Progrès et Mouvement citoyen réunionnais, dans les élections sénatoriales.

## Décorations
- Chevalier de la Légion d'honneur en 2016[4]